# Fernando de Buen Lozano
Fernando de Buen Lozano (Barcelona, 10 de octubre de 1895 - 6 de mayo de 1962) fue un ictiólogo y oceanógrafo español. Tras el final de la Guerra civil, se exilió en América del Sur, donde realizó parte de su carrera.

## Biografía
Nacido en Barcelona en 1895, se doctoró en Ciencias Naturales por la Universidad Complutense de Madrid. Llegó a ser jefe de biología en el Instituto Español de Oceanografía y catedrático en la Universidad de Madrid. 
Tras el estallido de la Guerra civil se unió como voluntario al Ejército Popular de la República, llegando a combatir en los frentes de Guadarrama, Pozuelo y El Pardo. Llegaría a ser jefe de Estado Mayor del XXI Cuerpo de Ejército, desde abril de 1938.
Al final de la contienda marchó al exilio junto a su padre Odón de Buen y del Cos, instalándose en México. En 1939 comenzó sus actividades en Latinoamérica, desempeñando importantes labores docentes y de investigación ictiológicas primero en México, su segunda patria, luego en Uruguay y, finalmente, en Chile. En Uruguay fue el director del departamento de Ciencias en el Servicio de Oceanografía y Pesca, así como profesor de hidrobiología y protozoología en a Facultad de las Artes y las Ciencias. 
Formó parte de los miembros de La Casa de España en México, se hizo cargo de la cátedra de biología en la Universidad Michoacana en la ciudad de Morelia, ciudad a la que llegó el 16 de julio de 1939, además, fue profesor extraordinario de biología superior en la Facultad de Medicina y profesor extraordinario.de biología en el Colegio de San Nicolás de Hidalgo. También tuvo a su cargo las cátedras de Biología y Zoología y botánica superiores para las disciplinas de Farmacia y Medicina. Fue delegado por la Universidad de Morelia al Primer Congreso Indigenista Interamericano en el que presentó la ponencia titulada "La pesca costera y de aguas interiores" (1940). Durante 1941 se desempeñó como catedrático titular de biología, botánica superior y zoología superior en el Bachillerato de ciencias biológicas, en el Colegio de San Nicolás. Fue también catedrático titular de biología en la Escuela Normal Mixta de la Universidad Michoacana. En 1941 se hizo cargo de la instalación y funcionamiento del laboratorio de biología en la Universidad Michoacana, que, junto con otros laboratorios, había proyectado desde 1939. Durante esos años publicó varios documentos relacionados con sus investigaciones en el Lago de Pátzcuaro y otras relacionadas con sus ámbitos de interés.
En 1961 la Universidad de Chile le confió la organización de su Instituto de Biología y su Estación de Biología Marina de Valparaíso.
Su prestigio científico, reconocido por los principales centros mundiales, unido a su experiencia de trabajo en diferentes países, hicieron de él el hombre clave para la organización y coordinación de las nacientes actividades oceanográficas del continente Sudamericano, otorgándosele oficialmente en noviembre de 1961 la presidencia del Consejo Latinoamericano de Oceanografía, recientemente creado.
Falleció en la localidad chilena de Viña del Mar, en 1962.

## Abreviatura
En zoología, la abreviatura «de Buen» se utiliza para referirse a Fernando de Buen Lozano como autoridad en descripciones y taxonomía.

## Publicaciones
- 1918: "Los Góbidos de la Península Ibérica y Baleares". Nota II. Catálogo sistemático y ensayo de distríbución geográfica. Boletin de pescas. Madrid 26: 291-337.
- 1919: "Las costas sur de España y su fauna ictiologíco marina". Boletin de pescas. Madrid 37-38.
- 1923: "Gobius de la península ibérica y Baleares. Grupos lesueurii, colonianus, affinis y Minutus. Memorias del Instituto Español de Oceanografia, Madrid 3, Mem. 3a: 123-266.
- 1926: "Catálogo ictiológico del Mediterráneo español y de Marruecos recopilando lo publicado sobre peces de las costas mediterránea y próximas del Atlántico (Mar de España)". Resultado de las campañas realizadas por acuerdos internacionales. 2: 1-221.
- 1928: "Descripción de un nuevo Gobius (G. roulei nov. sp.). Notas y resúmenes, Instituto Español de Oceanografía; Ministerio de Marina. Madrid (Ser. 2) 30: 1-6.
- 1928: "El Gobius niger L. en aguas atlánticas y mediterráneas de Europa". Notas y resúmenes, Instituto Español de Oceanografía; Ministerio de Marina. Madrid (Ser. 2) 27: 1-32.
- 1928: "Sobre dos especies del género Gobius (G. zebrus Risso y G. thori nov. nom.). Notas y resúmenes, Instituto Español de Oceanografía; Ministerio de Marina. Madrid (Ser. 2) 22: 1-11.
- 1930: "Notas sobre la fauna ictiológica de nuestras aguas dulces". Notas y resúmenes, Instituto Español de Oceanografía; Ministerio de Marina. Madrid (Ser. 2) No. 46: 1-62.
- 1930: "Lebetus Whinter [sic] 1877, Odondebuenia nov. gen. y Cabotia nov. gen. (Gobiidae de Europa)". Trabajos del Instituto Español de Oceanografía 5: 1-30.
- 1930: "Sur une collection de Gobiinae provenant du Maroc. Essai de synopsis des espèces de l'Europe". Bulletin de la Société des sciences naturelles du Maroc 10: 120-147.
- 1931: "Notas a la familia Gobiidae. Observaciones sobre algunos géneros y sinopsis de las especies ibéricas". Notas y resúmenes, Instituto Español de Oceanografía; Ministerio de Marina. Madrid (Ser. 2) 54: 1-76, Pl. 1.
- 1934: "Notas sobre los Gaidropsaridae (Peces). Un nuevo género (Onogadus nov. gen.) y una nueva especie (Gaidropsarus barbatus nov. sp.). Boletín de la Sociedad Española de Historia Natural. Madrid, 34: 499-504.
- 1936: "Un nuevo Gobiidae de Marruecos Mediterráneo (Gobius assoi nov. sp.). Boletín de la Sociedad Española de Historia Natural. Madrid, 36: 237-243.
- 1940: "Pescado blanco, chacuami y charari del Lago de Patzcuaro". Trabajos / Estación Limnológica de Patzcuaro. 1: 1-24, 3 unnum. pls.
- 1940: "Sobre una colección de peces de los Lagos de Pátzcuaro y Cuitzeo. Ciencia (Ciudad de México) 7: 306-308.
- 1940: "Un nuevo género de la familia Goodeidae perteneciente a la fauna ictiológica mexicana." Anales de la Escuela Nacional de Ciencias Biológicas México, 2 (2/3): 133-140, Pl. 10.
- 1940: "Les Gobiidae pélagiques ou vivant sur les fonds d'algues calcaires de l'Europe occidentale". Bulletin de l'Institut Oceanographique (Monaco), 790: 1-16.
- 1942: "Una nueva subespecie del Neoophorus diazi (Meek). (Piscis-Goodeidae). Anales del Instituto de Biología de la Universidad Nacional Autónoma de México, 13 (1): 341-349.
- 1943: "Mollienisia sphenops pallida de Buen, nov. subsp. (Pisces - Poeciliidae). Anales del Instituto de Biología de la Universidad Nacional Autónoma de México, 14 (1): 251-259.
- 1943: "Poeciliopsis en las cuencas de los ríos Lerma y Marques con descripción de dos nuevas especies (Pisces - Poeciliidae)". Anales del Instituto de Biología de la Universidad Nacional Autónoma de México, 14 (no. 1): 261-283.
- 1945: "Investigaciones sobre ictiologia mexicana. I. Atherinidae de aguas continentales de México". Anales del Instituto de Biología de la Universidad Nacional Autónoma de México, 16 (2): 475-532.
- 1946: "Investigaciones sobre ictiología mexicana. III. La ictiofauna del Lago de Chapala, con descripción de una nueva especie (Haustor ochoterenai de Buen). Anales del Instituto de Biología de la Universidad Nacional Autónoma de México, 17 (1-2): 261-281.
- 1946: "Ictiogeografia continental mexicana (I, II, y III)". Revista de la Sociedad Mexicana de Historia Natural, 7 (1-4): 87-138.
- 1950: "Contribuciones a la Ictiología. I. Una nueva especie de Atherinidae (Odontesthes orientalis de Buen). Publicaciones Científicas. Servicio Oceanográfico y de Pesca, Ministerio de Industrias y Trabajo, Montevideo, 3: 145-152.
- 1950: ·Contribuciones a la Ictiología. II. El tiburón vitamínico de la costa uruguaya Galeorhinus vitaminicus nov. sp., y algunas consideraciones generales sobre su biología. Publicaciones Científicas. Servicio Oceanográfico y de Pesca, Ministerio de Industrias y Trabajo, Montevideo, 4: 153-162.
- 1950: "El mar de Solís y su fauna de peces. II Parte". Publicaciones Científicas. Servicio Oceanográfico y de Pesca, Ministerio de Industrias y Trabajo, Montevideo, 2: 45-144.
- 1950: "Contribuciones a la Ictiología. III. La familia Istiophoridae y descripción de una especie uruguaya (Makaira perezi de Buen). Publicaciones Científicas. Servicio Oceanográfico y de Pesca, Ministerio de Industrias y Trabajo, Montevideo, 5: 163-178.
- 1951: "Contribuciones a la Ictiología. V-VI. Sobre algunas especies de Gobiidae de la colección del Laboratorio Aragó (Banyuls-sur-Mer, Francia) y descripción de un nuevo género (Austrogobius) sudamericano". Boletim do Instituto Oceanografico. São Paulo, 2 (Fasc. 2): 55-69, Pl. 1.
- 1952: "Contribuciones a la Ictiología. IV. Los Clupeidos uruguayos del género Spratella Cuv. & Val., con descripción de Spratella pallida nov. sp." Comunicaciones Zoológicas del Museo de Historia Natural de Montevideo, 4 (67): 1-13.
- 1953: "Los pejerreyes (familia Atherinidae) en la fauna uruguaya, con descripción de nuevas especies. Boletim do Instituto Oceanografico. São Paulo, 4 (1-2): 3-80.
- 1955: "Contribuciones a la Ictiología. XI. El primer representante (Notropis moralesi nov. sp.) de la familia Cyprinidae en la fauna neotropical". Anales del Instituto de Biología de la Universidad Nacional Autónoma de México, 26: 527-541.
- 1958: "Peces de la superfamilia Clupeoidae en aguas de Chile". Revista de Biología Marina, Valparaíso, 8 (1-3): 83-110.
- 1959: "Lampreas, tiburones, rayas y peces en la Estación de Biología Marina de Montemar, Chile. (Primera contribución)". Revista de Biología Marina, Valparaíso, 9 (1-3): 3-200.
- 1959: "Notas preliminares sobre la fauna marina preabismal de Chile, con descripción de una familia de rayas, dos géneros y siete especies nuevos. Boletín del Museo Nacional de Historia Natural, Santiago, Chile, 27 (3): 171-201.
- 1959: "Notas sobre Ictiología chilena, con descripción de dos nuevas especies. Revista de Biología Marina, Valparaíso, 9 (1-3): 257-270.
- 1960: Tiburones, rayas y quimeras en la estación de Biología Marina de Montemar, Chile". Revista de Biología Marina, Valparaíso, 10 (1-3): 3-50, 13 unnumb. pls.
- 1960: "Nota preliminar sobre los peces del género Sebastodes en la fauna chilena. Revista Chilena de Historia Natural (Santiago), 55: 3-26.
- 1960: "Los peje-sapos (Familia Gobiesocidae) en Chile. Revista de Biología Marina, Valparaíso, 10 (1-3): 69-82, 1 unnumbered pl.
- 1961: "Peces chilenos. Familias Alepocephalidae, Muraenidae, Sciaenidae, Scorpaenidae, Liparidae y Bothidae". Montemar, 1: 1-52.
- 1962: "Fauna chilena. Peces de la familia Clinidae". Montemar, 2: 53-90.
- 1963: "Los peces de la Isla de Pascua. Catálogo descriptivo e ilustrado". Boletín de la Sociedad de Biología de Concepción, 35/36 (1960-61): 3-80.